# Geschichte des Kantons Tessin
Die Geschichte des Kantons Tessin umfasst die Entwicklungen auf dem Gebiet des schweizerischen Kantons Tessin von der Urgeschichte bis zur Gegenwart.

## Eidgenössische Eroberungen

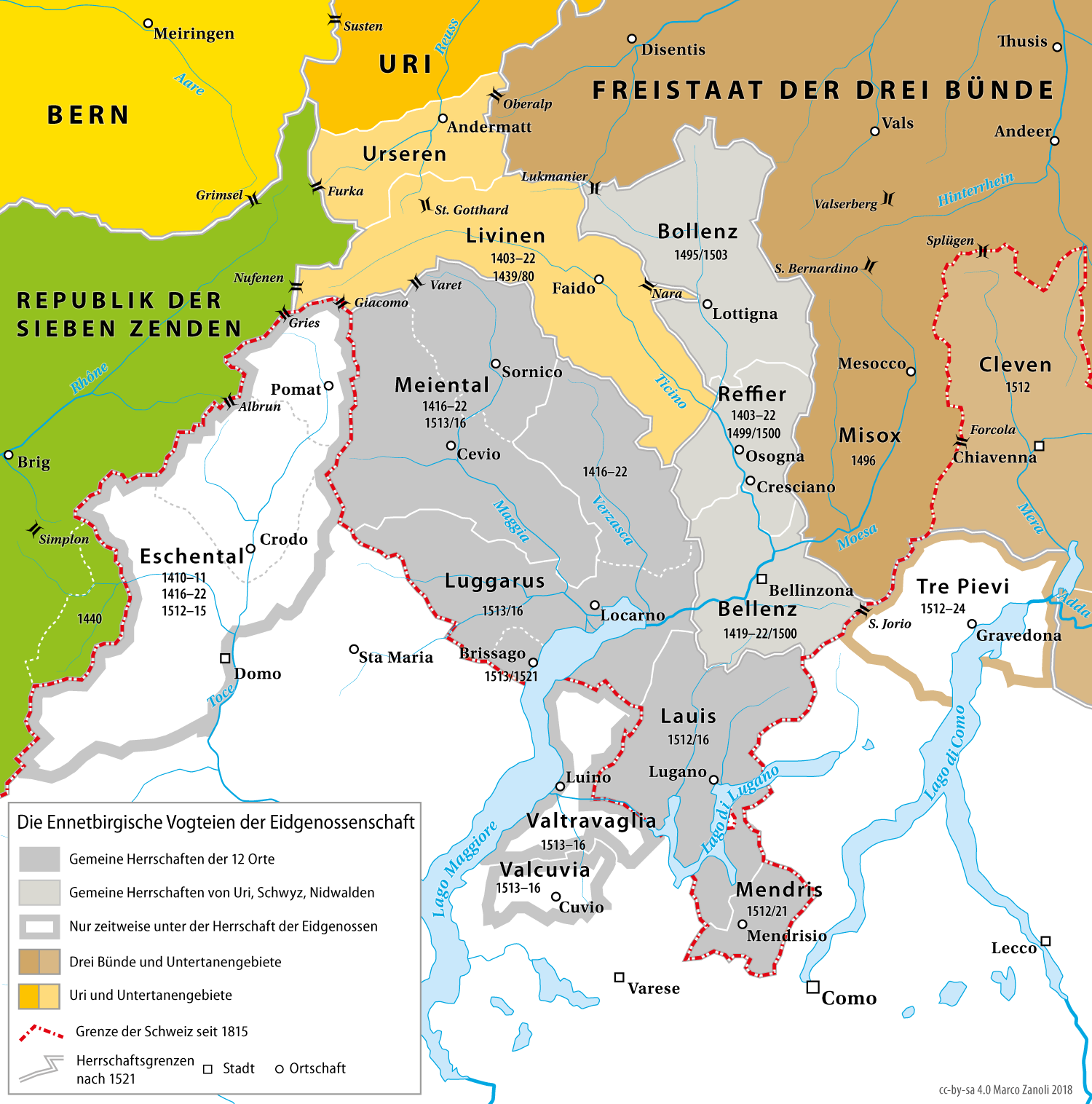
Karte der Ennetbirgischen Vogteien der Alten Eidgenossenschaft

Im Mittelalter wurde das Gebiet des heutigen Kantons Tessin von den Herzögen von Mailand beherrscht (→ Geschichte Mailands). Die Eidgenossen errangen ihre Vorherrschaft in den südlichen Alpentälern während der sog. Ennetbirgischen Feldzüge zwischen 1403 und 1515.
Zwischen 1403 und 1422 wurden einige Teile des Kantons bereits der Herrschaft von Uri unterstellt, mussten aber später wieder abgetreten werden. Die Leventina brachte Uri 1440 unter seine Kontrolle. In einer zweiten Eroberung gewannen Uri, Schwyz und Nidwalden im Jahr 1500 die Stadt Bellinzona und die Riviera. Der dritte Vorstoss nach Süden erfolgte durch die Truppen aller Kantone.
Locarno, wie das Maggiatal, Lugano und Mendrisio wurden 1512 eingegliedert. In der ausschliesslichen Herrschaft von Uri war danach die Leventina vom Sankt Gotthard bis nach Biasca. Das Bleniotal, die Riviera und Bellinzona wurde gemeinsam durch die drei Kantone Uri, Schwyz und Nidwalden beherrscht. Die späteren Eroberungen, das Maggiatal, Locarno, Lugano und Mendrisio waren Gemeine Herrschaften der gesamten Alten Eidgenossenschaft (ausser Appenzell). 

## Kurzlebige Reformation
Die Reformation konnte ab 1530 nur in Locarno wirklich Fuss fassen, in den andern Städten wandten sich nur einzelne Personen oder Familien dem evangelischen Glauben zu und waren dann gezwungen auszuwandern. Ab 1539 waren der Priester und Lehrer der Lateinschule im Kloster San Francesco Giovanni Beccaria, der Arzt Taddeo Duno und der Jurist Martino Muralto die führenden Köpfe der wachsenden Reformationsbewegung Locarnos. 1542 bis 1544 unterstützte der damalige evangelische Glarner Landvogt Joachim Bäldi die reformatorischen Kräfte. Erst 1547 kam es zum endgültigen Bruch mit der katholischen Kirche, und eine eigenständige evangelische Gemeinde entstand  in Locarno. Ein Glaubensgespräch 1549 unter dem Vorsitz des katholischen Landvogts Nikolaus Wirz führte zu keiner Einigung, sondern zum Gesprächsabbruch, zur kurzzeitigen Gefangennahme und Ausweisung Beccarias, der nach Roveredo und Mesocco flüchtete. 1555 mussten die Reformierten Locarnos ihren neuen evangelischen Glauben aufgeben oder die Stadt verlassen. 170 Personen, etwa die Hälfte der evangelischen Bevölkerung, entschlossen sich zur Ausreise und zogen durchs Bündnerland nach Zürich, wo sie Aufnahme fanden. Nach anfänglichen Schwierigkeiten bei der Integration waren sie in der Folge im Textilhandel und in der Textilproduktion tätig und trugen zum wirtschaftlichen Aufschwung der Stadt bei.

## 19. Jahrhundert

### Helvetik
Mit dem Einrücken französischer Revolutionstruppen 1798 ins Gebiet der Eidgenossenschaft endete der Untertanen-Status des Tessins. Die bis 1802 geltende Einheitsverfassung der Helvetik errichtete die neuen Kantone Bellinzona und Lugano, die allerdings nur Verwaltungsdistrikte ohne Autonomie waren. Von Napoleon Bonaparte vor die Wahl gestellt, zur Lombardei oder zur «Helvetischen Republik» zu gehören, schufen die Tessiner die Parole «liberi e svizzeri».

### Liberale Verfassungsrevision

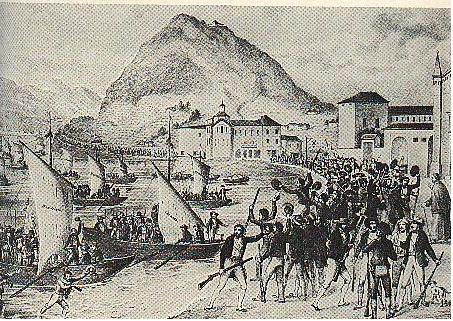
Landung der Aufständischen in Lugano am 6. Dezember 1839

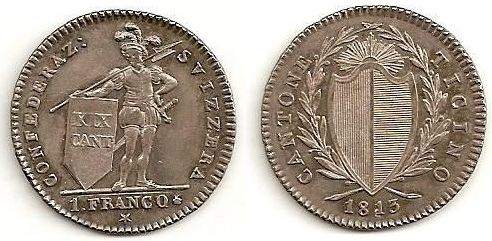
Franco von 1815

Das Tessin wurde 1803 zum vollwertigen Schweizer Kanton aufgewertet. Die  Repräsentativverfassung von 1803 wurde 1814 in aristokratischem Sinn modifiziert. Im Tessin setzte sich noch vor der Julirevolution in Frankreich die liberale Bewegung mit der unter der Führung des nachmaligen Bundesrats Stefano Franscini ins Werk gesetzten Verfassungsrevision vom 30. Juni 1830 durch. Die innere Geschichte des Kantons blieb jedoch immer eine leidenschaftlich bewegte infolge des Gegensatzes zwischen den Klerikalen, welche im Sopraceneri, und den Liberalen, die im Sottoceneri die entschiedene Mehrheit besassen. Am 6. Dezember 1839 stürzten die Liberalen mit Gewalt eine sie mit Verfolgungen bedrohende ultramontane Regierung, während ein ähnlicher Versuch der Ultramontanen 1841 mit der Hinrichtung ihres Führers Nessi endete.

### Die Hauptstadtfrage
Nachdem die Liberalen ihr Übergewicht im Grossen Rat und im Staatsrat 1858 dazu benutzt hatten, die Klöster aufzuheben oder doch in der Novizenaufnahme zu beschränken, die Geistlichen von der Schule auszuschliessen und den kirchlichen Verband mit den Bistümern Como und Mailand seitens des Staats zu lösen, entbrannte 1870 über der Frage, ob Bellinzona oder Lugano alleiniger Hauptort des Kantons sein sollte, aufs Neue ein leidenschaftlicher Parteikampf zwischen den Sopra- und Sottocenerinern. Der Gegensatz verschärfte sich, als 1875 die Ultramontanen die Mehrheit im Grossen Rat erhielten (siehe: Kulturkampf in der Schweiz). Dieser geriet nunmehr in Konflikt mit dem liberalen Staatsrat über ein neues Wahlgesetz. Die Aufregung stieg darüber so hoch, dass es am 22. Oktober 1876 in Stabio zu einem blutigen Zusammenstoss zwischen Klerikalen und Liberalen kam. Doch wurde unter Vermittelung eines eidgenössischen Kommissars ein Vergleich geschlossen und Neuwahlen für den Grossen Rat auf 21. Januar 1877 anberaumt, bei denen die Klerikalen definitiv den Sieg errangen. Durch ein Verfassungsgesetz vom 10. März 1878 wurde der bisherige Wechsel des Regierungssitzes zwischen Locarno, Lugano und Bellinzona aufgehoben und letzteres zum alleinigen Hauptort erklärt.

### Kulturkampf

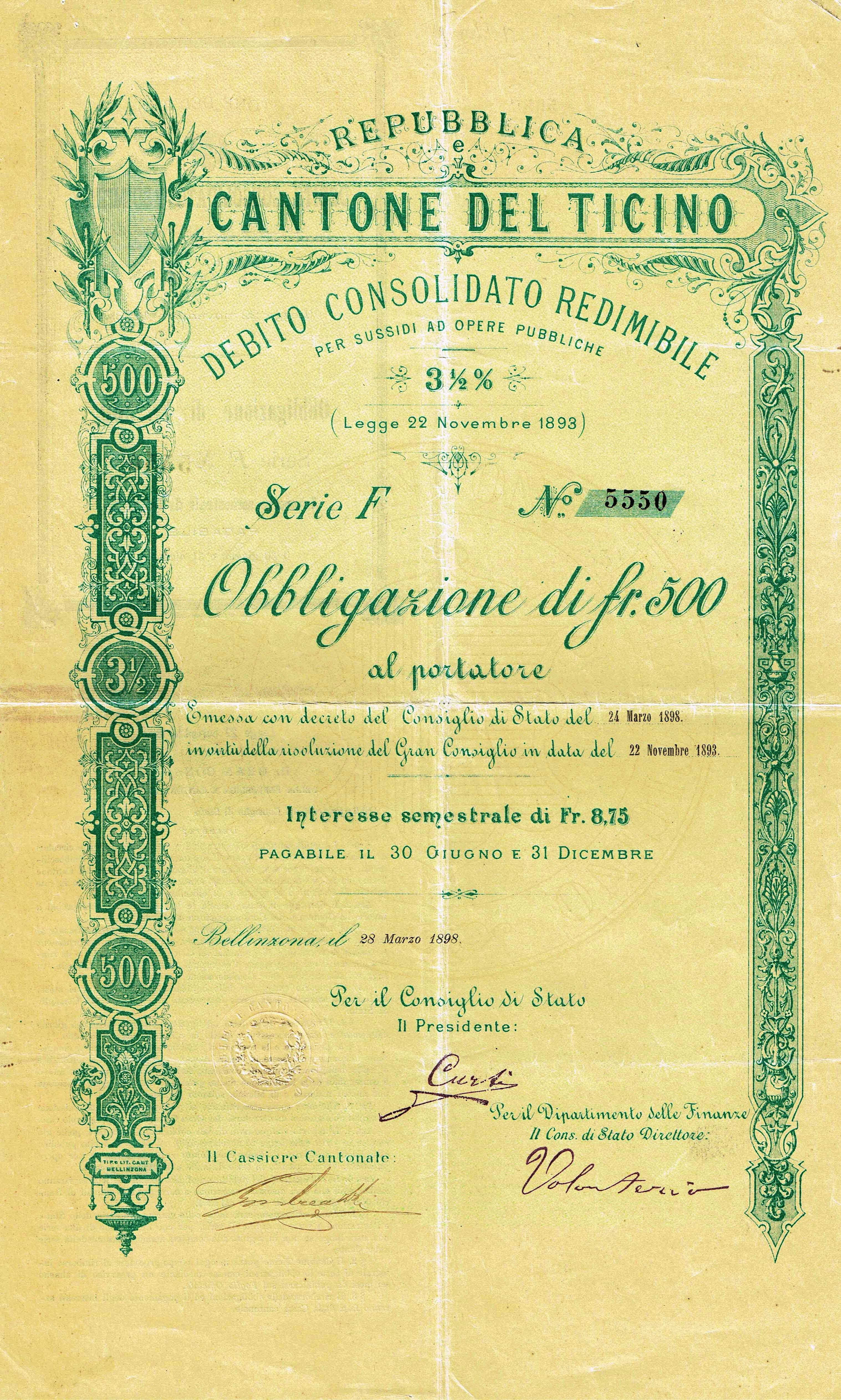
Anleihe über 500 Franken des Kantons Tessin vom 28. März 1898

Neuen Stoff zur Entflammung der Parteileidenschaften gab die nunmehr ausschliesslich aus Klerikalen bestellte Regierung durch die rücksichtslose Entfernung aller liberalen Lehrer und Beamten, Wiederbevölkerung der Klöster etc.; durch den Versuch aber, den Prozess zu den Ereignissen in Stabio dazu zu benutzen, den Obersten Mola, einen Führer der Liberalen, auszuschalten, obschon dessen Unschuld klar zu Tage lag, brachte sie die ganze Schweiz in Aufregung. Diese legte sich erst wieder, als das mehrheitlich klerikale Gericht den Prozess am 14. Mai 1880 mit einem vollumfänglichen Freispruch beendete.
1883 wurde durch eine Verfassungsrevision das Referendum eingeführt und 1886 das Kirchengesetz in ultramontanem Sinn umgeändert, wogegen der Papst durch Verträge mit der Eidgenossenschaft (1884 und 1888) in den formellen Anschluss des Tessins an das Bistum Basel willigte, unter der Bedingung, dass ein von der Kurie im Einverständnis mit dem Bischof aus der tessinischen Geistlichkeit zu ernennender Apostolischer Administrator in Lugano die bischöfliche Gewalt im Kanton ausübe.

### Tessiner Putsch
Aus Anlass der Neuwahlen für den Grossen Rat am 3. März 1889 kam es zu einem heftigen Streit zwischen den Konservativen und den Liberalen. Letztere beschuldigten die Konservativen gesetzwidriger Streichungen Liberaler aus den Wahllisten. Die Eskalation des Streites wurde durch eine Bundesintervention unter der Leitung des vom Bundesrat entsandten Kommissärs Eugène Borel vorerst verhindert. Doch am 11. September 1890 kam es zum Tessiner Putsch (Rivoluzione del 1890), einem Staatsstreich von Tessiner Liberalen gegen die konservative Regierung. Der Putsch löste eine weitere Bundesintervention aus, diesmal unter der Leitung des Kommissärs Arnold Künzli. Erst die Einführung der Proporzwahl von Regierung und Parlament durch eine Verfassungsreform 1892 brachte eine Entspannung. Gewählt wurden schliesslich 75 Konservative und 37 Liberale.

## 20. Jahrhundert
Im Kontext der Irredenta erhob der italienische Diktator Benito Mussolini 1938 die Forderung einer Angliederung des Tessins an Italien, da die Bevölkerung italienisch sei.
Diese Absicht fand ihre Konkretisierung in einem Angriffsplan, der am 7. Juli 1940 in Rom ausgearbeitet wurde. Unter Vorbehalt eines koordinierten Vorgehens mit Hitler-Deutschland war grob folgendes Vorgehen geplant:
- Die Division «Tridentina» sollte gegen Airolo/Gotthard vorstossen
- Die Division «Trieste» auf Bellinzona
- Die Division «Marche» auf Biasca

Offenbar favorisierte allerdings vor allem General Badoglio einen Angriff auf Griechenland.